# John Harvey
Pour les articles homonymes, voir John Harvey (homonymie) et Harvey.
Œuvres principales
- Série Charles Resnick
- Série Frank Elder

John Harvey, né le 21 décembre 1938 à Londres, est un écrivain et scénariste britannique, spécialisé dans le roman policier.

## Biographie
Après avoir été enseignant de théâtre et de lettres dans un établissement du secondaire de 1963 à 1974, il démissionne et commence à écrire dès 1975. Il obtient une maîtrise de l’Université de Nottingham en 1979 et y devient enseignant à temps partiel jusqu'en 1986. Après cette date, il se consacre entièrement à l'écriture, bien qu'il fonde et dirige, de 1977 à 1999, la petite maison d'édition Slow Dancer Press, spécialisée dans la poésie.
Boulimique de l’écriture, il publie à partir des années 1980, plus de 90 romans, des recueils de poésie, des romans pour la jeunesse et bon nombre d'adaptations pour la radio ou la télévision.
Pendant sa carrière d'écrivain, pour écouler son abondante production, il utilise divers pseudonymes : John McLaglen, William S. Brady, J.-D. Sandon, L.-J. Coburn, J.-B. Dancer, W.-M. James, Thom Ryder, Jon Hart, Jon Barton, James Mann, Terry Lennox, John B. Harvey, Thom Ryder, John Barton.
Après avoir commencé sa carrière d’écrivain en publiant dans des pulps (des policiers et beaucoup de westerns), il écrit en 1989 un roman mettant en scène un policier d’origine polonaise du commissariat de Nottingham du nom de Charles Resnick. C’est le début de la célébrité. Son éditeur lui demande d’en faire une série. Onze autres enquêtes, qui appartiennent toutes au sous-genre de la procédure policière vont se succéder au rythme d’un roman par an entre 1989 et 1998, et les deux derniers 10 et 16 ans plus tard. 
Personnage très attachant, Resnick est un amateur de sandwiches, de jazz et de chats (il en a quatre, chacun nommé en l'honneur d'un jazzmen célèbre : Bud, Pepper, Dizzy et Miles) qui vit à Nottingham. Harvey fait de cette ville le miroir du Royaume-Uni : « une ville où chômage, misère, violence, exclusion, racisme, délinquance sont l'expression des bouleversements résultant de la casse industrielle initiée par le gouvernement conservateur Thatcher ». L’auteur s'efforce donc, avec beaucoup de justesse et d’empathie, de décrire la société britannique de cette époque sans en cacher les aspects les plus sombres. Le cadre de l'action, le commissariat de la ville est décrit comme dans les ouvrages d'Ed McBain ou les séries télévisées comme Capitaine Furillo. Le style de l'écriture, clair et précis, va à l’essentiel, accordant toutefois une profondeur psychologique à des personnages qui acquièrent tout de suite une réelle authenticité.
John Harvey a aussi écrit une autre série policière de trois romans consacrée à Frank Elder, inspecteur principal en retraite après 30 ans de service au commissariat de Nottingham.
Également scénariste, il a rédigé « plusieurs scénarios de téléfilms et deux séries télévisées, dont Hard Case (1987-1988) ».
Il reçoit le Diamond Dagger Award en 2007 pour l'ensemble de son œuvre.

## Œuvre

### Romans signés John Harvey
Sauf mention contraire,  tous ces romans sont publiés dans la collection Rivages/Noir :

#### SérieCharles Resnick
1. Lonely Hearts, 1989 Publié en français sous le titre Cœurs solitaires, no 144, 1993
2. Rough Treatment, 1990 Publié en français sous le titre Les Étrangers dans la maison, no 201, 1995
3. Cutting Edge, 1991 Publié en français sous le titre Scalpel, no 228, 1995
4. Off Minor, 1992 Publié en français sous le titre Off Minor, no 261, 1997
5. Wasted Years (1993) Publié en français sous le titre Les Années perdues, no 299, 1998
6. Cold Light (1994) Publié en français sous le titre Lumière froide, no 337, 1999
7. Living Proof (1995) Publié en français sous le titre Preuve vivante, no 360, 2000
8. Easy Meat (1996) Publié en français sous le titre Proie facile, no 409, 2001
9. Still Water (1997) Publié en français sous le titre Eau dormante, no 479, 2003
10. Last Rites (1998) Publié en français sous le titre Derniers Sacrements, no 527, 2004
11. Cold in Hand (2008) Publié en français sous le titre Cold in Hand, Paris, Payot & Rivages, coll. « Rivages/Thriller », 2010 ; réédition, Paris, Payot & Rivages, coll. « Rivages/Noir » no 892, 2012
12. Darkness, Darkness (2014) Publié en français sous le titre Ténèbres, ténèbres, Paris, Payot & Rivages, coll. « Rivages/Thriller », 2015 ; réédition, Paris, Payot & Rivages, coll. « Rivages/Noir » no 1042, 2017

#### SérieFrank Elder
- Flesh and Blood (2004) Publié en français sous le titre De chair et de sang, Paris, Payot & Rivages, coll. « Rivages/Thriller » ; réédition, Paris, Payot & Rivages, coll. « Rivages/Noir » no 652, 2007
- Ash and Bone (2005) Publié en français sous le titre De cendre et d'os, Paris, Payot & Rivages, coll. « Rivages/Thriller », 2006 ; réédition, Paris, Payot & Rivages, coll. « Rivages/Noir » no 689, 2008
- Darkness and Light (2006) Publié en français sous le titre D'ombre et de lumière, Paris, Payot & Rivages, coll. « Rivages/Thriller », 2008 ; réédition, Paris, Payot & Rivages, coll. « Rivages/Noir » no 777, 2010
- Body & Soul (2018)  Publié en français sous le titre Le Corps et l'Âme, Paris, Payot & Rivages, coll. « Rivages/Noir », no 1091, 2021

#### SérieScott Mitchell
- Amphetamines and Pearls (1976)
- The Geranium Kiss (1976)
- Junkyard Angel '1977)
- Neon Madman (1977)
- Frame (1979)
- Blind (1981)

#### Roman de littérature d'enfance et de jeunesse
- Nick’s Blues (2008) Publié en français sous le titre Nick's Blues,  Paris, Syros, 2005 ; réédition, Paris, Éditions Les Incorruptibles, 2006

#### Autres romans
- In a True Light (2001) Publié en français sous le titre Couleur franche, Paris, Payot & Rivages, coll. « Rivages/Noir » no 511, 2004
- Gone to Ground (2007) Publié en français sous le titre Traquer les ombres, Paris, Payot & Rivages, coll. « Rivages/Thriller », 2009 ; réédition, Paris, Payot & Rivages, coll. « Rivages/Noir » no 845, 2011
- Far Cry (2009) Publié en français sous le titre Le Deuil et l'Oubli, Paris, Payot & Rivages, coll. « Rivages/Thriller », 2011 ; réédition, Paris, Payot & Rivages, coll. « Rivages/Noir » no 914, 2013
- Good Bait (2012) Publié en français sous le titre Lignes de fuite, Paris, Payot et Rivages, coll. « Rivages/Thriller », 2014 ; réédition, Paris, Payot & Rivages, coll. « Rivages/Noir » no 1003, 2015

### Recueil de nouvelles

#### SérieCharles Resnick
- Now's the Time (2002) Publié en français sous le titre Now's the Time, Paris, Payot & Rivages, coll. « Rivages/Noir » no 526, 2004

### Nouvelles

#### SérieCharles Resnick
- Now's the Time (1994)
- Bird of Paradise (1997)
- Billie's Blues (2002), publié en français sous le même titre, Rivages/Noir hors commerce, 2002
- Home (2005)
- Trouble in Mind (2008)
- Going Down Slow (2014), longue nouvelle ou court roman (novella)

#### Autres nouvelles
- Riding Track (1981)
- The Dearest Sweetest Girl (1998)
- Truth (2002)
- Chance (2003) Publié en français sous le titre Une chance, traduit par Marie Gratias dans le recueil Demain ce seront des hommes, Paris, Payot & Rivages, coll. « Rivages/Thriller », 2005
- Flesh & Blood (2004)
- A Tall Man (2008)
- Ghosts (2009)
- Drummer Unknown  (2009) Publié en français sous le titre Batteur inconnu (trad. Marie Gratias). In Jazz me blues : anthologie proposée par Jean-Paul Gratias. Paris, Moisson Rouge, avril 2009, p. 181-201  (ISBN 978-2-914833-86-8)
- Minor Key (2010) Publié en français sous le titre Minor Key (trad. Gérard de Chergé). In Jazz me blues : anthologie proposée par Jean-Paul Gratias. Paris, Moisson Rouge, avril 2009, p. 203-224  (ISBN 978-2-914833-86-8)

### Poésie
- Ghost of a Chance 91992)
- Bluer Than This (1998)
- Out of Silence (2014)

### Anthologies présentées par John Harvey
Il s'agit de deux anthologies établies et préfacées par John Harvey. Seule la seconde contient une de ses nouvelles.
- Blue Lightning (1998) Publié en français sous le titre Bleu noir, Paris, Rivages, coll. « Écrits noirs », 2002 ; réédition, Paris, Payot & Rivages, coll. « Rivages/Thriller », no 570, 2005
- Men from Boys (2003) Publié en français sous le titre Demain ce seront des hommes, Paris, Payot & Rivages, coll. « Rivages/Thriller », 2005 ; réédition, Paris, Payot & Rivages, coll. « Rivages/Noir », no 778, 2010

### Romans signés John Barton

#### SérieDeathshop
- Kill Hitler (1976)
- Forest of Death (1977)
- Lightning Strikes (1977)

### Romans signés William S. Brady

#### SérieHawk
- Blood Money (1979)
- Killing Time (1980)
- Blood Kin (1980)
- Desperadoes (1981)
- Dead Man's Hand (1981)
- Sierra Gold (1982)
- Death and Jack Shade (1982)
- Border War (1983)
- Killer! (1983)

#### SériePeacemaker
- Whiplash (1981)
- War-party (1983)

### Romans signés Thom Ryder
- Avenging Angel (1975)
- Angel Alone (1975)

### Romans signés L. J. Coburn

#### SérieCaleb Thorn
- The Raiders (1977)
- Bloody Shiloh (1978)

### Romans signés J. B. Dancer

#### SérieLawmen
- Evil Breed (1977)
- Judgment Day (1978)
- Hanged Man (1979)

### Romans signés John B. Harvey

#### SérieHart: The Regulator
- Cherokee Outlet (1980)
- Blood Trail (1980)
- Tago (1980)
- The Silver Lie (1980)
- Blood on the Border (1981)
- Ride the Wide Country (1981)
- Arkansas Breakout (1982)
- John Wesley Hardin (1982)
- California Bloodlines (1982)
- The Skinning Place (1982)

### Romans signés William M. James

#### SérieApache
- Blood Rising (1979)
- Blood Brother (1980)
- Death Dragon (1981)
- Death Ride (1983)
- The Hanging (1983)

### Romans signés John J. McLaglen

#### SérieHerne the Hunter
- River of Blood (1976)
- Shadow of the Vulture (1977)
- Death in Gold (1977)
- Cross Draw (1978)
- Vigilante! (1979)
- Sun Dance (1980)
- Billy the Kid (1980)
- Till Death (1981)
- Dying Ways (1982)
- Hearts of Gold (1982)
- Pony Express (1983)
- Wild Blood (1983)

### Romans signés J. D. Sandon

#### SérieGringos
- Cannons in the Rain (1979)
- Border Affair (1979)
- Mazatlan (1980)
- Wheels of Thunder (1981)
- Durango (1982)

### Roman signé James Mann

#### SérieScott Mitchell
- Endgame (1982)

### Roman signé Terry Lennox

#### SérieScott Mitchell
- Dancer Draws a Wild Card (1985)

## Prix et récompenses
- 1995 : Silver Dagger pour Les Étrangers dans la maison[3]
- 1999 : Sherlock Award Winner du meilleur détective britannique pour Charles Resnick dans Derniers Sacrements
- 2000 : Grand Prix du roman noir étranger de la ville de Cognac pour Lumière froide[4]
- 2004 : Silver Dagger pour De chair et de sang[3]
- 2005 : Prix Barry du meilleur roman britannique pour De chair et de sang[5]
- 2007 : Cartier Diamond Dagger pour l'ensemble de son œuvre[3],[6]
- 2007 : Prix du polar européen pour De cendre et d'os[7]

## Sources
: document utilisé comme source pour la rédaction de cet article.
- Claude Mesplède (dir.), Dictionnaire des littératures policières, vol. 1 : A - I, Nantes, Joseph K, coll. « Temps noir », 2007, 1054 p. (ISBN 978-2-910-68644-4, OCLC 315873251), p. 941-942